# Kalamon
Pour les olives commercialisées sous ce nom, voir Kalamata (olive)
Kalamon est une localité du nord-est de la Côte d'Ivoire, et appartenant au département de Bouna, Région du Zanzan. La localité de Kalamon est un chef-lieu de commune.

## Orpaillage clandestin
Kalamon, située à la frontière avec le Burkina Faso, est l'une des localités ivoiriennes touchées par l'orpaillage clandestin. Des études ont révélé que cette activité, bien que non réglementée, est structurée autour de mécanismes de régulation informels, créant des zones d'exploitation artisanale gouvernées par des normes locales.